# Họ Chuột

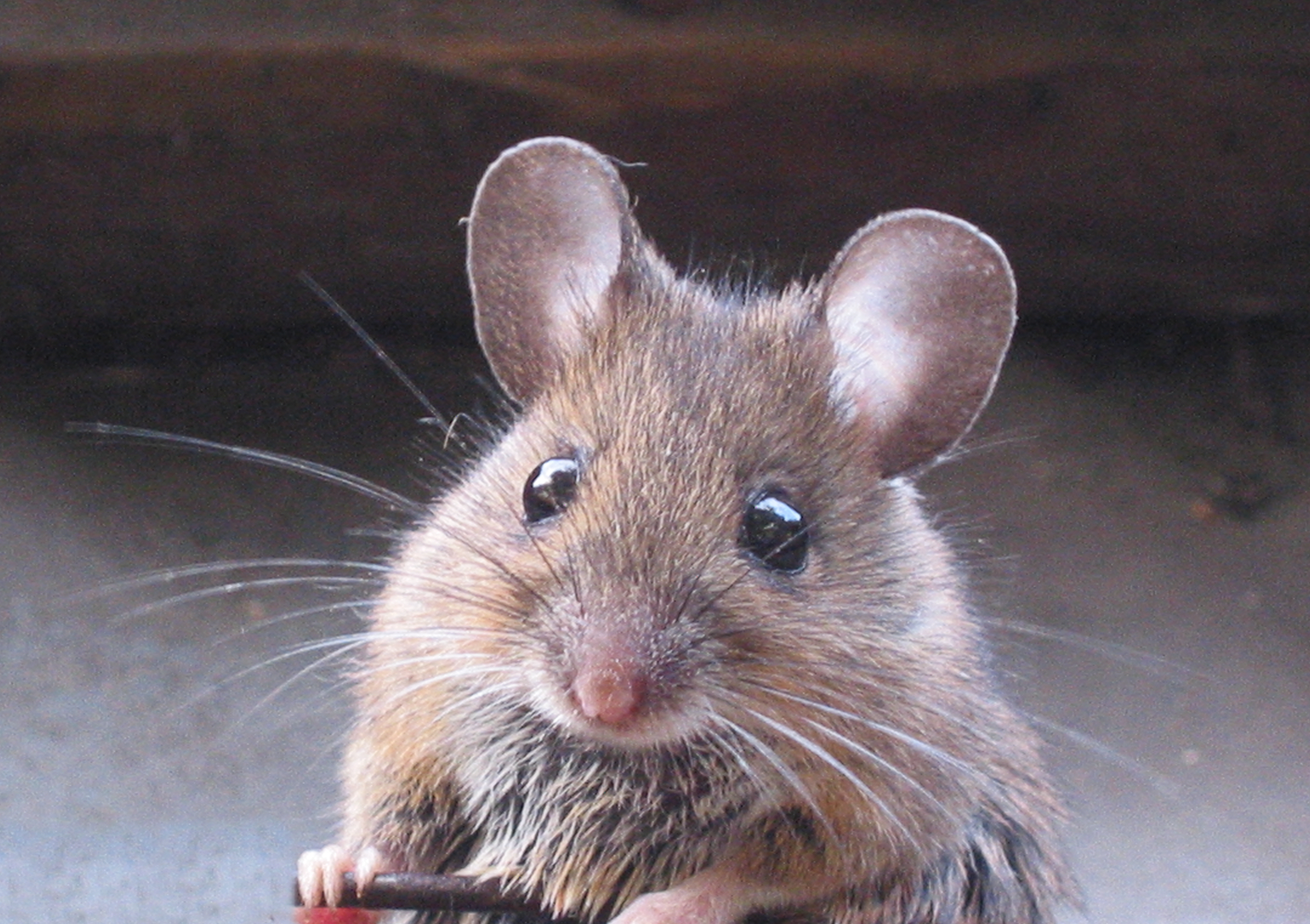
Chuột, loài ăn đêm

Họ Chuột (Muridae) là họ động vật ăn tạp và là động vật gặm nhấm lớp thú lớn nhất hành tinh, hơn 1383 loài đã được phát hiện trên toàn cầu, nhiều nhất bao gồm loài chuột nhắt, chuột cống, chuột nhảy gerbil,...được tìm thấy trên khắp lục địa Á-Âu, Châu Phi, Úc, Nhật Bản, Chile,...
Tên khoa học của chuột có nguồn gốc từ tiếng Latinh mus (genitive muris), nghĩa là "chuột".
Chuột còn có tên gọi khác là thử và tý

## Phân bố và sinh cảnh

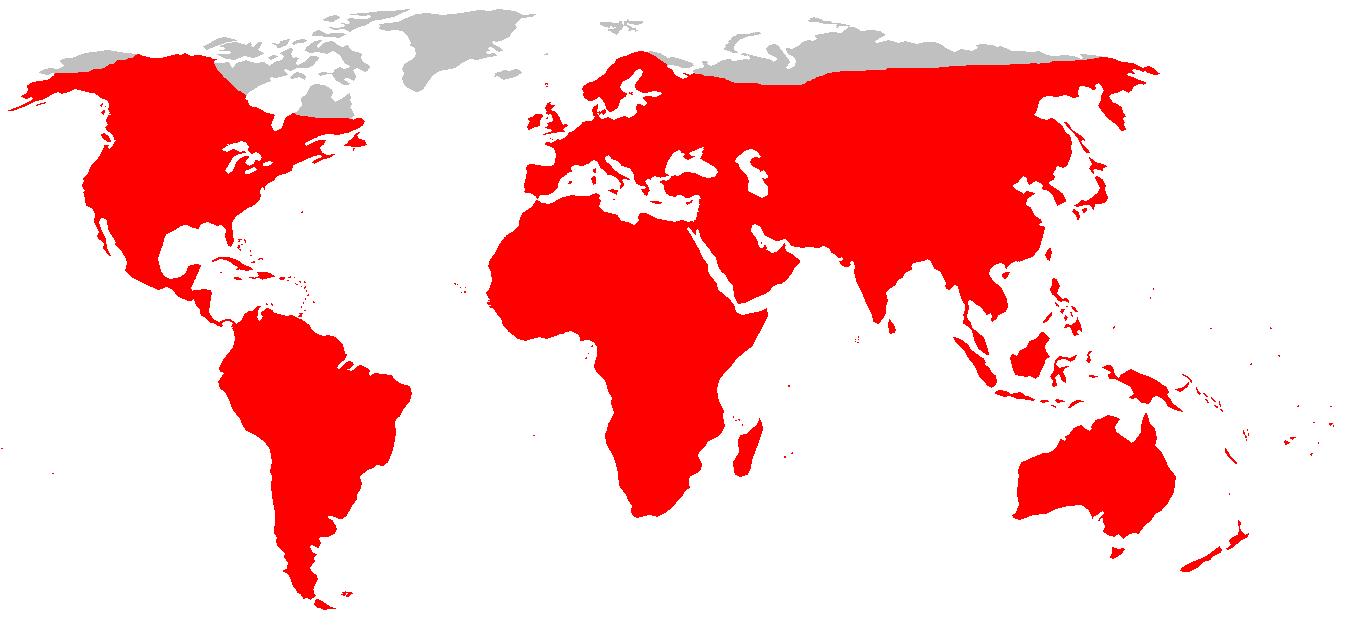
Bản đồ phân bố của chuột nâu (đỏ)

Các loài Họ Chuột được tìm thấy gần như ở khắp mọi nơi trên thế giới, mặc dù nhiều phân họ có phạm vi sinh sống hẹp hơn. Chúng không được tìm thấy ở Nam Cực hay các hòn đảo giữa biển. Mặc dù không có loài nào có nguồn gốc từ châu Mỹ, một số loài, như là chuột nhắt nhà và chuột đen, đã được đưa đến toàn thế giới thông qua con người. Chúng chiếm một loạt các hệ sinh thái từ các khu rừng mưa nhiệt đới đến lãnh nguyên. Mặc dù có các loài là loài hóa thạch, sống trên cây hay sống nửa nước nửa cạn, đa số là động vật sống trên cạn. Danh sách đầy đủ các hốc được chiếm bởi các loài Họ Chuột giúp giải thích sự phong phú về số lượng loài của chúng.

## Chế độ ăn uống
Một loạt các thói quen ăn uống được tìm thấy trong các loài chuột, từ các loài ăn thực vật và ăn tạp đến các loài chuyên chỉ ăn giun đất, một số loài nấm hoặc các côn trùng thủy sinh. Đa số các chi tiêu ăn thực vật và các động vật không xương sống nhỏ, thường lưu trữ hạt giống và các chất thực vật khác để tiêu thụ vào mùa đông. Chuột có hàm răng sciur (một đặc tính tổ tiên trong loài gặm nhấm) và hiện diện khoảng cách giữa hai răng. Chuột còn thiếu răng nanh và răng hàm. Nói chung, ba răng hàm (đôi khi chỉ có một hoặc hai) được tìm thấy, và bản chất của răng hàm thay đổi theo chi và thói quen ăn uống.

## Sinh sản
Một số loài chuột là động vật xã hội, còn một số loài khác là động vật sống đơn độc. Con cái thường sinh vài lứa hằng năm. Ở những vùng ấm áp, việc sinh sản có thể xảy ra quanh năm. Mặc dù tuổi thọ của đa số các chi thường chỉ ít hơn hai năm, loài chuột có khả năng sinh sản cao và quần thể của chúng có xu hướng tăng nhanh, và rồi sau đó giảm mạnh khi nguồn thức ăn bị cạn kiệt. Điều này thường thấy trong một chu kỳ ba đến bốn năm.

## Nét đặc trưng và nha khoa
Chuột là những động vật có vú nhỏ, thường dài khoảng 10 cm (không bao gồm đuôi), nhưng dao động từ 4,5 đến 8 cm ở chuột lùn châu Phi đến 48 cm ở chuột mây đuôi mảnh khổng lồ phía nam. Chúng thường có thân hình thon thả với đuôi có vảy dài hơn cơ thể, và mõm nhọn với râu ria nổi bật, nhưng có sự khác biệt lớn về những đặc điểm này tùy theo loài. Một số loài chuột có chân và bàn chân thon dài cho phép chúng di chuyển với một chuyển động như nhảy, trong khi những loài khác có bàn chân rộng và đuôi dài để cải thiện khả năng leo trèo của chúng, và những loài khác nữa thì không có đăc điểm nào vừa nêu. Màu lông phổ biến nhất của chúng là một vài sắc thái của màu nâu, mặc dù nhiều loài có lông màu đen, xám hoặc trắng.
Chuột thường có các thính giác và khứu giác bén nhạy. Chúng sống trong nhiều môi trường từ rừng đến đồng cỏ và các dãy núi. Một số loài, đặc biệt là chuột nhảy gerbil, thích nghi với đời sống sa mạc và có thể sinh tồn trong một khoảng thời gian dài mà không cần nước. Chúng ăn một loạt các loại thức ăn khác nhau tùy theo mỗi loài, với sự trợ giúp của cơ hàm mạnh mẽ và răng cửa gặm nhấm mọc suốt đời. Công thức nha khoa của chuột là {\displaystyle {\tfrac {1.0.0.1-3}{1.0.0.1-3}}}.
Chuột sinh sản thường xuyên, thường sinh những lứa lớn vài lần mỗi năm. Chúng thường sinh con trong khoảng 20 đến 40 ngày sau khi giao phối, nhưng điều này cũng tùy theo loài. Con con thường sinh ra bị mù, không có lông và bất lực, mặc dù các trường hợp ngoại lệ có xảy ra, chẳng hạn như ở chuột gai.

## Tiến hóa

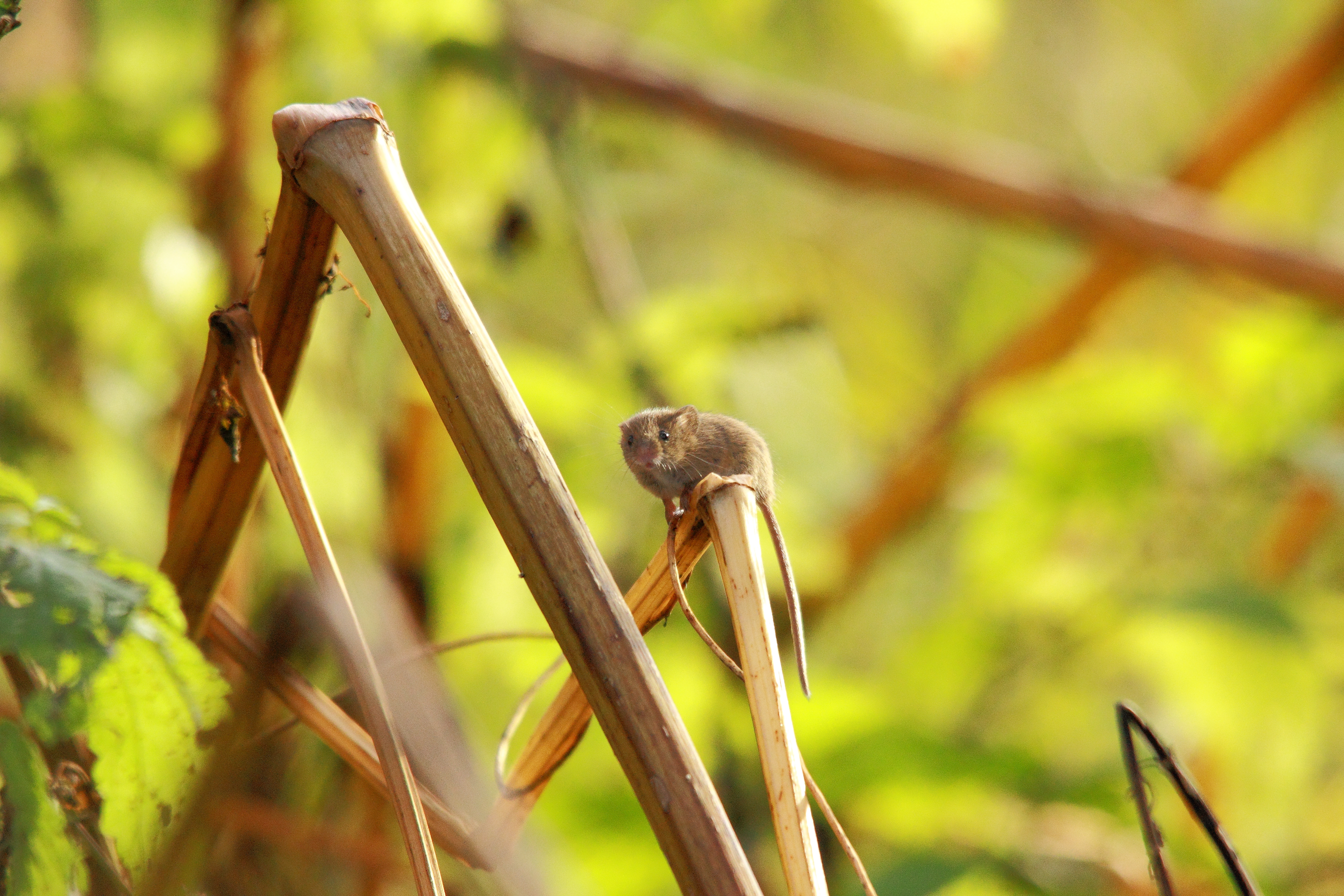
Một con chuột

Cũng như nhiều loài động vật có vú nhỏ khác, sự tiến hóa của loài chuột không được biết đến nhiều, vì rất ít hóa thạch tồn tại. Chúng có lẽ đã tiến hóa từ những động vật giống như chuột đồng ở châu Á nhiệt đới một thời vào thời kỳ đầu Miocene và sau đó chỉ tạo ra những loài có khả năng sống sót ở vùng khí hậu mát mẻ. Chúng đã trở nên đặc biệt phổ biến trên toàn thế giới trong Holocene, là kết quả của việc quá giang một chuyến đi tương xứng với sự di cư của con người.

## Phân loại
Họ Chuột được chia thành 5 phân họ, khoảng 150 chi, và khoảng 834 loài.

### Các phân họ[12]
- Deomyinae (chuột gai, chuột lông bàn chải)
- Gerbillinae (chuột nhắt gerbil, chuột cống cát)
- Leimacomyinae (chuột togo)
- Lophiomyinae (chuột cống bờm)
- Murinae (chuột cống và chuột nhắt Cựu Thế giới)

## Trong văn hóa

### Văn học

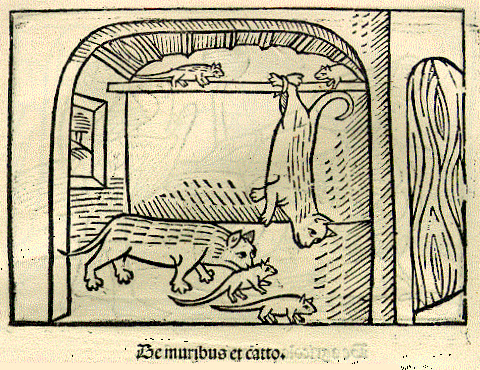
Một bản in cho thấy mèo và chuột từ một câu truyện ngụ ngôn Aesop năm 1501 của Đức.

Loài chuột nổi bật trong văn học, bao gồm cả các câu truyện dân gian và truyện cổ tích. Trong Pied Piper of Hamelin, được kể lại trong nhiều phiên bản từ thế kỷ 14, bao gồm một phiên bản của Brothers Grimm, một người bắt chuột dụ các con chuột của thị trấn xuống sông, nhưng thị trưởng từ chối trả tiền công cho anh ta. Để trả thù, người bắt chuột dụ đi tất cả những trẻ con của thị trấn, không bao giờ quay trở về. Chuột có trong một số sách nhỏ của Beatrix Potter, bao gồm The Tale of Two Bad Mice (1904), The Tale of Mrs Tittlemouse (1910), The Tale of Johnny Town-Mouse (1918), và The Tailor of Gloucester (1903), lần cuối cùng được mô tả bởi J.R.R Tolkien có lẽ là gần nhất với ý tưởng của ông về một câu chuyện cổ tích, còn lại là "truyện ngụ ngôn". Trong số những truyện ngụ ngôn của Aesop, là chuyên The Cat and the Mice và The Frog and the Mouse. Trong tiểu thuyết đầu tiên của James Herbert', The Rats(1974), một người lang thang bị tấn công và ăn sống bởi một bầy chuột khổng lồ; cùng với các cuộc tấn công tiếp theo.

### Phim ảnh
Những con chuột trong phim nổi tiếng trên thế giới như: chuột Mickey, chuột Minnie, chuột Jerry (Tom & Jerry), bộ ngũ chuột Jaq, Gus, Mary, Perla, Suzy (Cinderella), Chewwy (Pecola),...